# Allium horvatii
Allium horvatii — вид трав'янистих рослин родини амарилісові (Amaryllidaceae), Апенінсько-Балканський ендемік.

## Опис
2n = 16.

## Поширення
Апенінсько-Балканський ендемік — поширений в Італії, Словенії, Хорватії, Боснії й Герцеговині, Чорногорії, Сербії.
Зростає на скелястих ареалах, скелях та вапнякових скелях на висоті 3–2000 м над рівнем моря.